# Jacques Evrard
Pour les articles homonymes, voir Raiwez.
Franz Marie Joseph Raiwez (3 mars 1865 - 1952) est un journaliste et écrivain belge, naturalisé Français,  Il est connu sous le  pseudonyme de Jacques Evrard.

## Ses origines
Il est né à Bouvignes, le 3 mars 1865, fils de Lambert Raiwez, négociant et d'Agnès Sodar, sœur aînée des artistes peintres François Sodar et André Sodar. Ses parrain et marraine, François Sodar et Marie Sodar de Vaulx, en voyage au Maghreb, sont représentés par ses frère et sœur, Albert et Alice Raiwez. Il est le frère de l'artiste peintre sur porcelaine Lia Raiwez.

## Ses études et ses débuts à Bruxelles
Franz Raiwez quitte Bouvignes, le 3 octobre 1875, pour aller habiter Bruxelles. De 1875 à 1880, il suit des études chez les Frères des Écoles chrétiennes et en 1881, il travaille comme typographe à l'imprimerie Mathyssens, à Ixelles. Il entre ensuite au Courrier de Bruxelles, comme correcteur, en septembre.

## Émigration à Paris
Franz Raiwez quitte Bruxelles, le 14 octobre 1881, pour se fixer à Paris, où il travaille comme correcteur à La Gazette de France, puis comme rédacteur à La Petite Presse de 1887 à 1889. Il est ensuite secrétaire de rédaction pour la revue Le Téléphone, puis pour La Revue Idéaliste.
De 1890 à 1933, il est rédacteur à La Liberté puis, jusqu'en 1920, correspondant parisien du Soir de Bruxelles. En 1893, il est membre fondateur de l'Association des nouvellistes parisiens. 
Il est naturalisé français le 26 janvier 1901.
Il se marie civilement, le 30 janvier 1917, à dix heures et demie du matin, à la mairie du 6e arrondissement de Paris (acte 235/60) et religieusement, le 31 janvier 1917, à l'église Notre-Dame des Champs, devant l’autel de la Vierge avec Madeleine Gallepie, née à Paris V, le 17 décembre 1878.
En 1919 et 1920, il est rédacteur en chef de Passy-Nouvelles. Il publie également le roman feuilleton Les Aventures d'un petit Gascon, paru dans La France nouvelle et L'Impartial de l'Oise.  
En 1921, il reçoit la médaille d'honneur du travail pour ses 30 ans de services à La Liberté. En 1925, il est sacré Chevalier de l'Ordre Polonia Restituta, une des plus hautes décorations polonaises  et en 1926, il est nommé Officier d'Académie.

## Une retraite active
Le 1er juillet 1933, il quitte La Liberté pour prendre sa retraite, mais reste attaché au Soir de Bruxelles. Sa femme décède le 31 janvier 1940, à Saint-Chartres dans la Vienne, après une longue et douloureuse maladie qui a duré deux ans. Elle est inhumée dans le caveau familial, à Saint-Chartres.
Il décède à Paris, en février 1952.

## Une lettre en guise de testament
Lettre que Franz Raiwez adresse à sa cousine, Marie-Thérèse Van Eeckhout, née Caspers datant de 1946 : 
« Châtellerault, 30 septembre 1946. »
« Ma chère cousine, Cette lettre vous trouvera, je l'espère, à Bruxelles, retour de vos vacances. Vous ne me verrez pas cette année, car le projet que j'avais formé d'aller en Belgique cet été est ajourné. Un de mes amis de Châtellerault m'avait offert de me conduire à Bruxelles, en auto, mais à la mi-septembre; à cette époque, vous étiez à Middelkerke et je ne vous aurais donc pas trouvée. D'autre part, mon voyage à Paris, pour diverses raisons ne pouvait avoir lieu qu'en septembre. Nous nous verrons donc l'an prochain, s'il plaît à Dieu… Mais mon ami a bien voulu se charger de la généalogie, d'une collection de photographies de la famille et des portraits en peinture de votre grand'père André Sodar & de votre grand'oncle Franz Sodar. Tout cela forme un paquet portant votre adresse et qui est déposé chez M. Thirion, 19, rue Heyvaert, (Molenbeek-Saint-Jean) — dans le quartier des Abattoirs, je crois. Vous pouvez donc aller le chercher là, ou le faire prendre. Vous trouverez dans tous ces éléments de quoi vous renseigner sur la famille. Il ne me reste plus comme proches parents de la branche Raiwez, qu'un neveu par alliance, Joseph Cuvillier (veuf, depuis le 22 février 1945, de ma nièce Julie Olislaeger, fille aînée de ma sœur aînée Mathilde Raiwez) et deux petits-neveux, Edmond Cuvillier, marié à Louise Alamasset, et Paul Cuvillier, célibataire. Ils habitent des appartements séparés, mais dans la même maison, 41, rue de Lancry, 10e arrondissement de Paris. De la branche Sodar, il reste les veuves d'André, [Maria Van Cauwelaert] et de Jean Sodar, [Josépha Masoin]; François de Haspe, veuf d'Irène Sodar, et Franz, en religion Dom Bonaventure Sodar, O. S. B., qui se trouve au couvent de Corbières (si j'ai bonne mémoire) en Suisse. Je comptais, si j'avais pu faire le voyage de Belgique et si j'avais eu le grand plaisir de vous voir et de faire la connaissance de votre mari et de vos enfants, vous donner de vive voix tous les renseignements que vous auriez désirés. Ce n'est, je l'espère, que partie remise: nous finirons bien par nous rencontrer. Il n'y a que les montagnes qui ne se rencontrent pas. Je m'étais proposé (que de projets n'ai-je pas faits!) d'aller, après la guerre, dans le midi, revoir Maria Sodar (née Van Cauwelaert), veuve d'André (Sodar junior) que l'on appelait Loulou, comme on appelait votre Maman Mieke; mais la vie chère, très chère, et les difficultés du ravitaillement, plus graves encore sur la côte d'Azur que partout ailleurs, m'ont amené à remettre ce déplacement à plus tard. Pourrais-je le faire en 1947 ou 1948 ? Hélas! les années passent et j'en ai déjà pas mal d'entamées sur ma tête. J'aurai 82 ans en mars prochain. Grâce à Dieu, je me porte bien, et si je vis autant que mes grand'mères paternelle et maternelle, j'arriverai bien près de 90 ans. J'ai donc bon espoir… En m'accusant réception du colis, je vous serai reconnaissant de me donner de vos nouvelles et des nouvelles de tous les membres de la famille Sodar avec lesquels vous êtes toujours en relations au moins épistolaires. Je m'intéresse à toute la famille et je tiens à jour ma généalogie. Vous voyez que cela sert à quelque chose d'avoir ce que l'on appelait jadis le Livre de raison, dans lequel le chef de famille notait tout ce qui concernait les uns et les autres — en y ajoutant souvent des notes & des réflexions sur les événements, politiques ou autres, et sur le train-train de la vie courante. C'est ainsi qu'un Lyonnais a retrouvé dans ses papiers de famille, il y a, je crois, 30 ou 40 ans, un cahier grâce auquel il a reconstitué le budget de ses aïeux au cours du dix-huitième siècle. Nous avons beaucoup de données sur les souverains, les hommes d'Etat, les chefs d'armée des siècles passés, nous avons relativement peu de chose sur la vie des petites gens, leurs habitudes, leur nourriture, leurs dépenses somptuaires. Et c'est cela qui nous intéresse, plus que les histoires des guerres, des conquêtes, des démêlés entre les peuples. Quand j'irai en Belgique, je vous porterai encore tout ce que, d'ici là, j'aurai recueilli dans mes papiers. Je vous ai envoyé les Lettres de Bourgeoisie délivrées à Dinant, en 1766, à Jacques Evrard, père de ma grand'mère Marie-Thérèse Evrard, femme de François-Xavier Sodar. J'ai encore pour vous un vieux cahier sur lequel François Xavier Sodar notait les naissances, les mariages & les décès survenus dans la famille. Il est à St-Chartres, sans cela, je l'aurais joint au paquet que je vous ai envoyé. Je vous envoie à tous l'expression de mes sentiments les plus affectueux, auxquels je joins mes vœux de bonne santé. Franz Raiwez. Je rentrerai à St-Chartres le 11 ou le 12 octobre. J'y resterai tout l'hiver. Mon prochain voyage à Paris aurait lieu en avril 1947.»

## Sources
Cette notice est tirée de l’autobiographie inédite que Franz Raiwez a rédigée dans un cahier, intitulé Livre de Raison. Généalogie (manuscrit, 1937), dont les premiers éléments sont recueillis auprès de membres de la famille, à partir de 1888, et inscrits dans un cahier (perdu), tenu à jour par son grand-père maternel, Xavier Sodar. 
Les renseignements les plus intéressants seront donnés par sa mère, Agnès Sodar. 
Voir aussi Paul Cuvillier, Descendance Raiwez publiée dans L’Intermédiaire des Généalogistes, nº 89, p. 273.